# Новоалександровка (Чугуевский район)
Новоалекса́ндровка (укр. Новоолександрівка) — посёлок в Волчанской городской общине Чугуевского района Харьковской области Украины.
Являлся административным центром Новоолександровского сельсовета, в который, кроме того, входили посёлки Бакшеевка, Веровка и Лозовая.

## Географическое положение
Посёлок Новоалександровка находится на правом берегу реки Хотомля, рядом с посёлком железнодорожная станция Бакшеевка, рядом проходит автомобильная дорога Т-2104, по посёлку протекает пересыхающий ручей с несколькими запрудами.

## Демография
Население по переписи 2001 года составляло 1029 человек (485 мужчин и 544 женщины).

## История
По данным официального сайта Верховной Рады Украины, Новоалександровка была основана в 1675 году. Новоалександровка относилась к приходу Церкви Иверской иконы Божией Матери в слободе Белый Колодезь.

## Экономика
- ЗАО «Александровский».

## Объекты социальной сферы
- Школа.
- Дом культуры.

## Достопримечательности
- Братская могила советских воинов.